# アイスクリームサンドイッチ

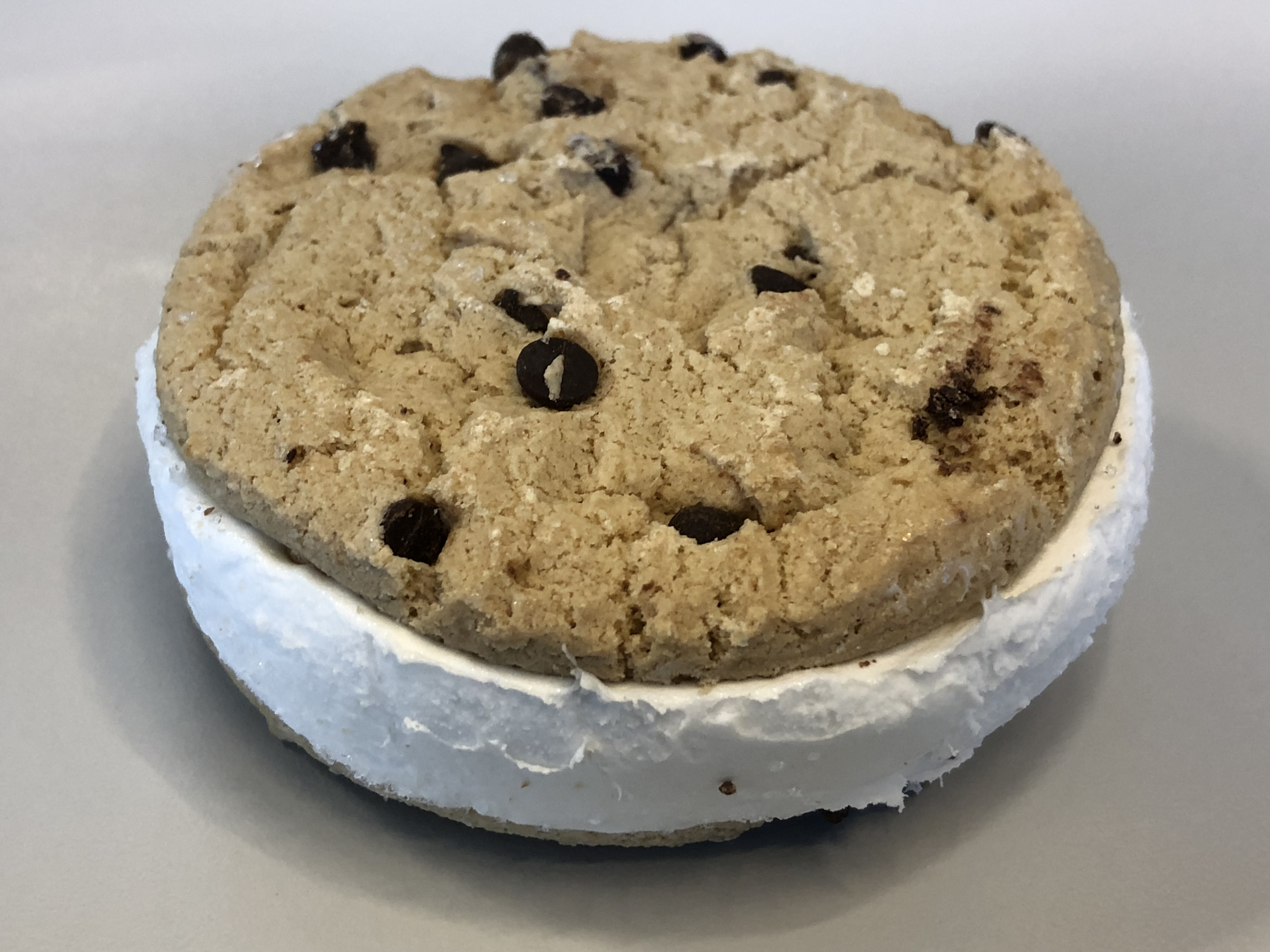
アイスクリームサンドイッチの例

アイスクリームサンドイッチ（英語: ice cream sandwich）は、アイスクリームを2枚のビスケット、ワッフル、クッキーなどで挟んだ冷たいデザート。
アメリカ合衆国では、子どもに人気の高いデザートである。
硬く凍った状態より、ほんの少し溶けて軟らかくなっている状態のほうが、風味をしっかり味わうことができるため、自宅の冷凍庫に保管しているものを食べる場合には、食べる5分から10分前に冷蔵庫に移しておくほうが、よりおいしく食べられるとされる。

## 世界各国の状況

### アメリカ合衆国
1902年のニューヨーク・トリビューン紙には「1899年にニューヨーク市近郊のアイスクリームスタンドでアイスクリームをチョコレートウエハースにサンドイッチしたアイスクリーム・サンドイッチが大流行」と掲載されている。1905年にはニュージャージー州の海岸でアイスクリーム・サンドイッチを売るスタンドを撮った写真も残されている。

### イラン

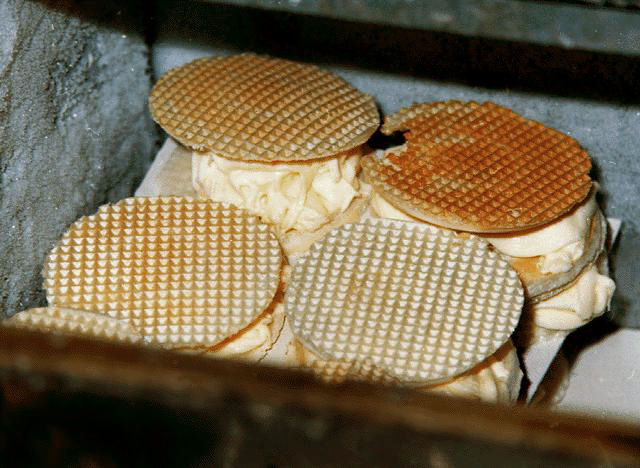
ワッフルのような生地にアイスクリームを挟む

イランでは伝統的なアイスクリームのバスタニー・ソンナティーは、薄いワッフルのような生地（日本のモナカの皮にも例えられるが、特に味はない）で挟んで食べることがある。

### タイ
タイ王国では、アイスクリームをパンに挟むアイスクリーム・カノムパン（Icecream Khanom Pang）、カノムパンアイスクリームが食されている（「カノムパン」は「パン」の意）。アイスクリームはココナッツやチョコレート、イチゴが定番で、複数の味をミックスできるほか、ココナッツミルクで煮たもち米や練乳、チョコレートソースをトッピングすることもある。
パンとアイスクリームの組み合わせは、タイでは定番でもあるため、アイスクリームの屋台などでアイスクリームを購入する場合は、カップかアイスクリーム・コーンかパンにするか選択できる。パンには屋台ではコッペパンが使用されることが多いが、食パンも使用される。

### 日本

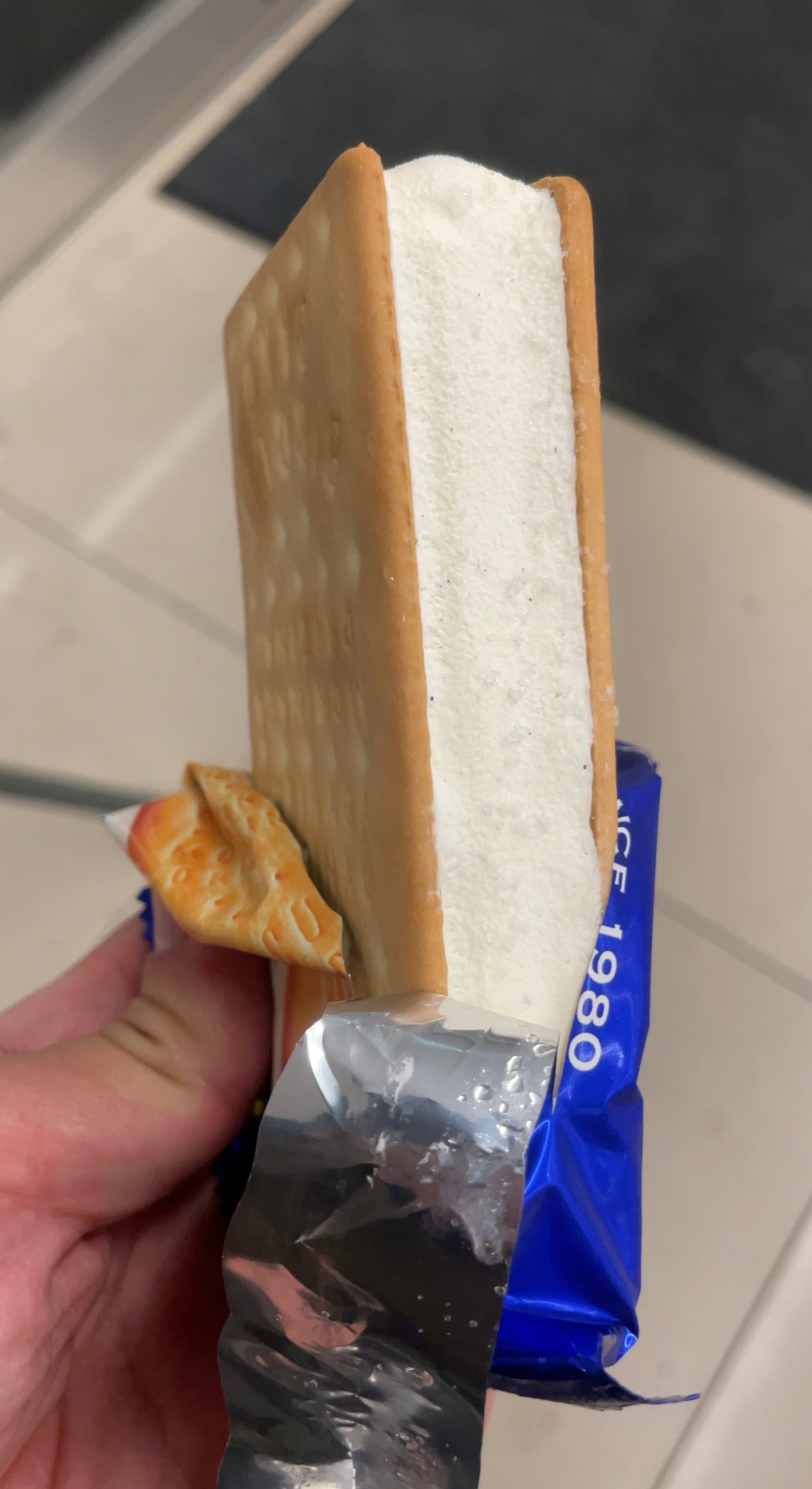
ビスケットサンド（森永製菓）

日本ではアイスサンド、サンドアイスや、クッキー2枚で挟んだものをアイスクッキーサンド、ビスケット2枚で挟んだものをビスケットサンドなどと呼ぶこともある。また、日本においてはパンにアイスクリームを挟んだものを「アイスクリームサンドイッチ」と呼ぶこともある。
チョコモナカジャンボ（森永製菓）などのアイスモナカも、アイスクリームサンドイッチのカテゴリーに入れられる。
沖縄県を中心に展開しているブルーシールアイスクリームの「ポーラーベア バニラ」は、バニラアイスを2枚のココアビスケットで挟んだ商品で、1960年代から販売されているロングセラー商品である。パッケージに描かれたシロクマから「シロクマ」の愛称で親しまれている。
日本アイスクリーム協会によれば、日本では1950年代にはアイスクリームサンドイッチが登場している。アイスクリームが冬季にも食される「通年型デザート」として定着したことなどもあって、アイスクリーム類と氷菓の2018年度の販売額は6年連続で過去最高を更新しており、アイスクリームのスイーツ化が進んでいると共に付加価値が求められるようになっている。アイスクリームサンドイッチは片手に持って、手軽に食べられることから、人気を集めている